# Septoria slaptoniensis
Septoria slaptoniensis är en svampart som beskrevs av D. Hawksw. & Punith. 1973. Septoria slaptoniensis ingår i släktet Septoria och familjen Mycosphaerellaceae.   Inga underarter finns listade i Catalogue of Life.